# Marko Lučić
Marko Lučić est un karatéka croate connu pour avoir remporté la médaille de bronze en kumite individuel masculin moins de 65 kilos aux championnats du monde de karaté 2006 à Tampere, en Finlande.

## Palmarès
- 11 février 2005 :  Médaille de bronze en kumite individuel masculin moins de 65 kilos aux championnats d'Europe de karaté juniors et cadets 2005 à Thessalonique, en Grèce[1].
- 2006 :
  - 17 février :  Médaille d'argent en kumite individuel masculin moins de 70 kilos aux championnats d'Europe de karaté juniors et cadets 2006 à Podgorica, en Serbie-et-Monténégro[1].
  - 15 octobre :  Médaille de bronze en kumite individuel masculin moins de 65 kilos aux championnats du monde de karaté 2006 à Tampere, en Finlande[2].